# Holochelus gigas
Holochelus gigas är en skalbaggsart som beskrevs av Guido Sabatinelli 1977. Holochelus gigas ingår i släktet Holochelus och familjen Melolonthidae. Inga underarter finns listade i Catalogue of Life.